# Paracilicaea flexilis
Paracilicaea flexilis là một loài chân đều trong họ Sphaeromatidae. Loài này được Baker mô tả khoa học năm 1928.